# So Ends Our Night
So Ends Our Night is een dramafilm uit 1941 onder regie van John Cromwell. De film is gebaseerd op het boek Liebe deinen Nächsten (Engels: Flotsam, Nederlands: Hebt uw naasten lief) van Erich Maria Remarque. In Nederland werd de film uitgebracht onder de titel Nachten van spanning.

## Verhaal
De film speelt zich af in het Oostenrijk van 1937. Enkele Duitse vluchtelingen worden in een hotel gearresteerd. Ludwig Kern legt uit dat hij gevlucht is omdat hij joods is en wordt een gevangenisstraf van 40 dagen opgelegd. Ook Josef Steiner, een Duitse politicus, wordt dezelfde straf gegeven als hij weigert enkele mannen te verraden. Ze delen een cel met The Chicken, The Pole en een man die in de gevangenis zit voor stelen en gokken. Josef en Ludwig raken bevriend en reizen samen na hun vrijlating naar Tsjecho-Slowakije.
Die nacht denkt hij terug aan zijn laatste ontmoeting met zijn vrouw Marie. Voordat hij Duitsland verliet, vroeg hij haar van hem te scheiden, zodat niet ook zij achterna zou worden gezeten door de nazi's. Josef reist naar Wenen, waar hij brieven van zijn echtgenote hoopt op te halen. Onderweg wordt hij achterna gezeten door gokverslaafden. Hij vlucht en neemt de alias Johann Huber aan. Ondertussen reist Ludwig naar Praag om zijn vader op te zoeken. Hij kan hem echter niet vinden en overnacht in een kleine hotel, waar hij Ruth Holland ontmoet. Ruth is ook een joodse vluchteling die ooit verloofd was met een man genaamd Herbert.
Ludwig en Ruth worden verliefd, maar hun relatie houdt niet lang stand, omdat Ruth al snel Praag verlaat voor Wenen. Ludwig krijgt niet veel later te horen dat zijn vader zelfmoord heeft gepleegd. Hij besluit ook naar Wenen te reizen en spreekt hier af met Josef. Josef werkt in een amusementspark en Ludwig krijgt hier ook een baan aangeboden als assistent van Lilo. Ruth is inmiddels van haar universiteit verwijderd en wordt herenigd met Ludwig. Op een avond eist een politieman Ludwigs paspoort te zien. Hij weigert en valt de agent aan nadat hij Ruth beledigd.
Ludwig wordt naar de gevangenis gestuurd. Na zijn bevrijding ontdekt hij dat Ruth bij haar ex-vriend woont in een luxe appartement in Zürich. Samen met haar vlucht hij door de Zwitserse bergen. Ook Josef wordt weer gedwongen te vluchten, als hij wordt bedreigd door de nazi's. Ruth raakt ondertussen ernstig ziek, waarna Ludwig haar naar een ziekenhuis brengt. Hier wordt hij opnieuw gearresteerd. Na zijn vrijlating reist hij naar Genève om herenigd te worden met een genezen Ruth.
Uiteindelijk komen ze allemaal aan in Parijs. Een Franse professor wil met Ruth trouwen. Ludwig wil dit in eerste instantie niet, maar beseft dat ze dan permanent in Frankrijk mag blijven. Hij geeft haar toestemming met hem te trouwen, maar Ruth heeft geen interesse. Op een dag vertrekt Josef naar Duitsland als hij hoort dat zijn vrouw ernstig ziek is. Hij wordt hier onmiddellijk gearresteerd. Brenner biedt hem twee dagen met zijn vrouw als hij zijn vrienden verraadt. Na twee dagen met Marie te hebben doorgebracht, komt ze te overlijden. Brenner eist de namen te weten, maar Josef duwt hem een afgrond in, waarbij hij overlijdt.
Wanneer Ludwig in Parijs wordt opgepakt, doet Ruth er alles aan hem te bevrijden. Ze vraagt geld aan de oom van de Franse professor voor een paspoort. Vlak voordat Ludwig wordt overgeplaatst, weet Ruth hem te bevrijden. Ze besluiten samen naar de Verenigde Staten te reizen, waar ze zullen trouwen.

## Rolverdeling
| Acteur             | Personage     |
| ------------------ | ------------- |
| Fredric March      | Josef Steiner |
| Margaret Sullavan  | Ruth Holland  |
| Frances Dee        | Marie Steiner |
| Glenn Ford         | Ludwig Kern   |
| Anna Sten          | Lilo          |
| Erich von Stroheim | Brenner       |